# Until Dawn
Until Dawn (englisch; auf Deutsch etwa Bis zur Morgendämmerung) ist ein vom britischen Entwicklerstudio Supermassive Games entwickeltes Computerspiel, das dem Genre Survival Horror zuzuordnen ist. Es wurde im August 2015 von Sony Computer Entertainment erstmals exklusiv für die PlayStation 4 veröffentlicht. 
Am 31. Januar 2024 wurde eine Neuauflage von Until Dawn angekündigt, die am 4. Oktober 2024 für die PlayStation 5 und erstmals auch für Microsoft Windows erschienen ist. Die Neufassung des Spiels wurde von Grund auf mit der Unreal Engine 5 entwickelt und beinhaltet unter anderem eine überarbeitete Grafik, verbesserte Charaktermodelle, eine neue Third-Person-Perspektive und einen neuen komponierten Soundtrack.

## Handlung
Am 2. Februar 2014 treffen sich die zehn Freunde Sam (Hayden Panettiere), Josh (Rami Malek), seine Zwillingsschwestern Hannah und Beth (Ella Lentini), Mike (Brett Dalton), Jessica (Meaghan Martin), Emily (Nichole Bloom), Matt (Jordan Fisher), Ashley (Galadriel Stineman) und Chris (Noah Fleiss) in der Berghütte der Blackwood Pines auf Mount Washington zu ihrem alljährlichen Winterausflug. Hannah, die sich zu Mike hingezogen fühlt, wird während des Aufenthalts von einem Teil der Gruppe ein Streich gespielt, woraufhin sie gedemütigt in den verschneiten Wald rennt. Beth, die ihr nachläuft, findet sie auf einer kleinen Lichtung wieder und versucht sie zu beruhigen. Plötzlich hören sie ein grauenvolles Geräusch und rennen vor einem ihnen unbekannten Verfolger weg. Als sie am Rand einer Klippe ankommen, rutscht Hannah aus und hängt an der Hand ihrer Schwester, die sich an einem Ast festhält. Ein fremder Mann streckt seine Hand in Richtung der Schwestern aus, während der Ast bricht und beide in die Tiefe stürzen. Da die Polizei keine Überreste findet, werden sie für vermisst erklärt.
Zum ersten Jahrestag des Verschwindens von Hannah und Beth Washington lädt Josh die verbliebenen sieben Freunde erneut in die Blackwood Pines ein. Alle machen sich auf den Weg dorthin. Als sich die Gruppe trennt, beginnt der idyllisch wirkende Ausflug unheilvoll zu werden. Mike und Jessica machen sich auf den Weg zu einer Gästehütte, um dort allein zu sein. Jessica wird von einer unbekannten Kreatur entführt. Mike versucht sie zu retten, indem er nach ihr sucht. Abhängig von seinen Entscheidungen findet er sie dabei entweder tot oder halb bewusstlos und schwer verletzt vor. Jessica fällt mit dem Aufzug, auf dem sie liegt, in die Tiefe. Mike verfolgt einen unbekannten Mann (Larry Fessenden), von dem er glaubt, er habe Jessica getötet, bis zu einer verlassenen Nervenheilanstalt. Dort findet er Hinweise auf einen Minenunfall im Jahr 1952, wobei Minenarbeiter verschüttet wurden. Einer von ihnen wurde von Ärzten der Heilanstalt gefangengehalten und gequält. Ein Reporter hat versucht, mehr über diese Sache herausfinden, die vertuscht werden sollte.
Es stellt sich heraus, dass ein indigenes Volk den Berg wegen der Naturzerstörung durch die Minenarbeiter verflucht hatte. Die verschütteten Minenarbeiter wurden in aggressive Wendigos verwandelt, die immer noch am Leben sind, versehentlich von den Jugendlichen befreit werden und fortan Jagd auf diese machen. Je nach Entscheidungen und Geschick des Spielers überlebt eine unterschiedliche Anzahl an Jugendlichen und kann von einem Helikopter der Bergwacht gerettet werden.

## Spielprinzip und Technik
Der Spieler schlüpft abwechselnd in die Rollen der Protagonisten und erkundet aus der Third-Person-Perspektive die Umgebung. Dabei sorgen laute Geräusche, Musik und die Darstellung von Licht und Schatten für eine gruselige Atmosphäre. Der Spieler wird vor zahlreiche Entscheidungen gestellt, welche jeweils Auswirkungen auf den Verlauf des Spiels haben. Zusätzlich zu diesen Entscheidungen kommen Quick-Time-Events ins Spiel, welche, je nachdem, ob man sie meistert, ebenfalls eine tragende Rolle für den Spielverlauf besitzen. Stirbt eine Spielfigur, so ist dies endgültig. Dem Spieler ist es ab diesem Zeitpunkt nur noch möglich, mit den verbleibenden Spielfiguren weiterzuspielen. Es ist allerdings möglich, basierend auf den getroffenen Entscheidungen, allen acht Figuren das Überleben zu ermöglichen.
Jede Handlung der Spielfigur hat eine Auswirkung auf das weitere Spielgeschehen, auch wenn diese nicht offensichtlich ist. Bedingt durch die unterschiedlichen Entscheidungsmöglichkeiten ist ein mehrfaches Durchspielen notwendig, um alle möglichen Enden der Geschichte erleben zu können. Es sollen mehr als eintausend Szenen-Variationen vorhanden sein. Ein kompletter Durchlauf soll ca. neun Stunden Spielzeit beanspruchen.

## Produktionsnotizen
Die Geschichte des Spiels orientiert sich dabei an der typischen Handlung von Filmen des Teenie-Slasher-Genre wie Nightmare oder Scream – Schrei! und stellt eine Hommage an diese Unterform des Horrorfilms dar. Nach Aussage der für die Geschichte zuständigen amerikanischen Autoren Larry Fessenden und Graham Reznick handelt es sich um einen interaktiven Horror-Film, der sich aller Genre-Klischees bedient.
Ursprünglich bereits auf der Messe Gamescom im Jahr 2012 für die PlayStation 3 angekündigt, sollte Until Dawn die Bewegungssteuerung PlayStation Move unterstützen. Der Einsatz dieser speziellen Steuerungsmöglichkeit wurde im Lauf der weiteren Entwicklung verworfen und durch eine Handhabung mittels des DualShock-Controllers ersetzt.
Zudem wurde auf eine Version für die PlayStation 3 verzichtet und das Spiel erschien nur für die PlayStation 4. Dies wurde mit den besseren technischen Möglichkeiten der neuen Konsole begründet. Um das Spiel näher an das Medium des Films zu rücken, wurden für das Motion Capture bekannte Schauspieler wie Hayden Panettiere in der Rolle der Sam, Ella Lentini als Hannah und Beth, Rami Malek als Joshua, Meaghan Jette Martin als Jessica, Brett Dalton als Michael, Nichole Bloom als Emily, Jordan Fisher als Matthew, Galadriel Stineman als Ashley, Noah Fleiss als Chris und Peter Stormare als Dr. A.J. Hill verpflichtet.

### Besetzung und Synchronisation
Die deutsche Synchronfassung entstand bei der 4-Real Intermedia GmbH in Offenbach.
Für das im Jahr 2024 erschienene Remake wurden wenige Dialoge neu aufgenommen oder angepasst, die grundlegende deutsche Vertonung aber beibehalten.
| Rolle                            | englische Fassung  | dt. Synchronstimme   |
| -------------------------------- | ------------------ | -------------------- |
| Samantha „Sam“ Giddings          | Hayden Panettiere  | Tanya Kahana         |
| Michael „Mike“ Munroe            | Brett Dalton       | Patrick Mölleken     |
| Joshua „Josh“ Washington         | Rami Malek         | Nico Sablik          |
| Hannah/Beth Washington           | Ella Lentini       | Annette Potempa      |
| Jessica „Jess“ Riley             | Meaghan Martin     | Julia Casper         |
| Emily „Em“ Davis                 | Nichole Bloom      | Daniela Bette-Koch   |
| Matthew „Matt“ Taylor            | Jordan Fisher      |                      |
| Ashley „Ash“ Brown               | Galadriel Stineman | Yeşim Meisheit       |
| Christopher „Chris“ Hartley      | Noah Fleiss        | Moritz Pliquet       |
| Jack Fiddler (Flammenwerfer-Typ) | Larry Fessenden    | Hanns-Jörg Krumpholz |
| Dr. Alan J. Hill                 | Peter Stormare     | Dirk Hardegen        |

## Rezeption
Until Dawn wurde überwiegend positiv rezensiert. Aus 103 aggregierten Wertungen erzielt das Spiel auf Metacritic einen Score von 79. Erste Kommentare der Fachpresse, die bereits fortgeschrittene Versionen des Spiels antesten konnte, sprachen mehrheitlich von einem fesselnden Spielerlebnis. Besonders gelobt wurden die Inszenierung, der Spannungsaufbau und die Atmosphäre.
2016 waren 1,3 Millionen Einheiten verkauft. Aufgrund eines Leaks sind die letzten bekannten Verkaufszahlen bei 3,9 Millionen Einheiten.